# Ernst-Grube-Medaille
Die Ernst-Grube-Medaille war eine nichtstaatliche Auszeichnung des Deutschen Turn- und Sportbundes (DTSB) der Deutschen Demokratischen Republik, die 1958 gestiftet und bis 1961 verliehen wurde. Die nach Ernst Grube benannte Medaille galt bis zum Ende ihrer Verleihung als höchste Auszeichnung des DTSB. Ihr Nachfolger wurde 1961 die gestiftete Friedrich-Ludwig-Jahn-Medaille.

## Aussehen
Die Medaille mit einem Durchmesser von 36 mm ist versilbert und zeigt auf ihrem Avers das Kopfporträt von Ernst Grube vor einer rot emaillierten Arbeiterfahne, dessen Spitze über den Medaillenrand hinausreicht. Unter seinem Porträt liegt rechtsseitig ein nach ober gebogener Lorbeerzweig.

## Trageweise
Getragen wurden die Medaille an der linken oberen Brustseite, dessen Spange mit dunkelrotem Band bezogen war. In dieses Band ist beidseitig ein 4,5 mm breiter Schwarz-Rot-Goldener Mittelstreifen eingewebt, der 3 mm vom Saum entfernt mit der Farbe Schwarz beginnt. Zwischen den Landesfarben ist zusätzlich das emaillierte Wappen des DTSB aufgelegt. Die Interimspange war von gleicher Beschaffenheit.